# Landkreis Blankenburg (Niedersachsen)
Der Landkreis Blankenburg war zwischen 1945 und 1946 ein Landkreis im Freistaat Braunschweig und bis 1972 ein Landkreis in Niedersachsen. Sein Gebiet gehört heute zu den Landkreisen Goslar und Göttingen. Der Landkreis wurde bis 1950 auch als Restkreis Blankenburg bezeichnet. Heute wird er aufgrund der Kreisstadt und vor allem aufgrund des Kfz-Kennzeichens fälschlicherweise auch Landkreis Braunlage genannt.

## Geographie

Der Landkreis Blankenburg in Niedersachsen

### Lage
Der Landkreis befand sich am äußersten Südostrand Niedersachsens und grenzte im Osten und Süden über mehr als die Hälfte der Kreisgrenze an den Eisernen Vorhang. Damit befand sich der Landkreis Blankenburg unmittelbar im wirtschaftlich benachteiligten Zonenrandgebiet. Der Großteil des Kreises lag im Harz, nur die Gemeinden Walkenried und Neuhof befanden sich im südlichen Harzvorland und waren ohne Harzquerung nur von Westen her zu erreichen. Damit befand sich der Landkreis außerordentlich peripher gelegen.
Historisch betrachtet umfasste der Landkreis Blankenburg mit Braunlage und Hohegeiß einerseits Teile des einstigen Amtes Hasselfelde und mit den restlichen Gemeinden das ehemalige herzogliche Amt Walkenried. Der Wurmberg, der höchste Berg Niedersachsens, gehörte zum Kreisgebiet.

### Nachbarkreise
Der Landkreis grenzte 1972 im Uhrzeigersinn im Nordosten beginnend an die Kreise Wernigerode und Nordhausen (beide in der DDR) sowie an die Landkreise Osterode am Harz und Zellerfeld (beide in Niedersachsen).

### Gliederung
Der Landkreis Blankenburg gliederte sich in folgende Gemeinden:
- Braunlage, Kreisstadt
- Hohegeiß
- Neuhof
- Walkenried
- Wieda
- Zorge

## Geschichte

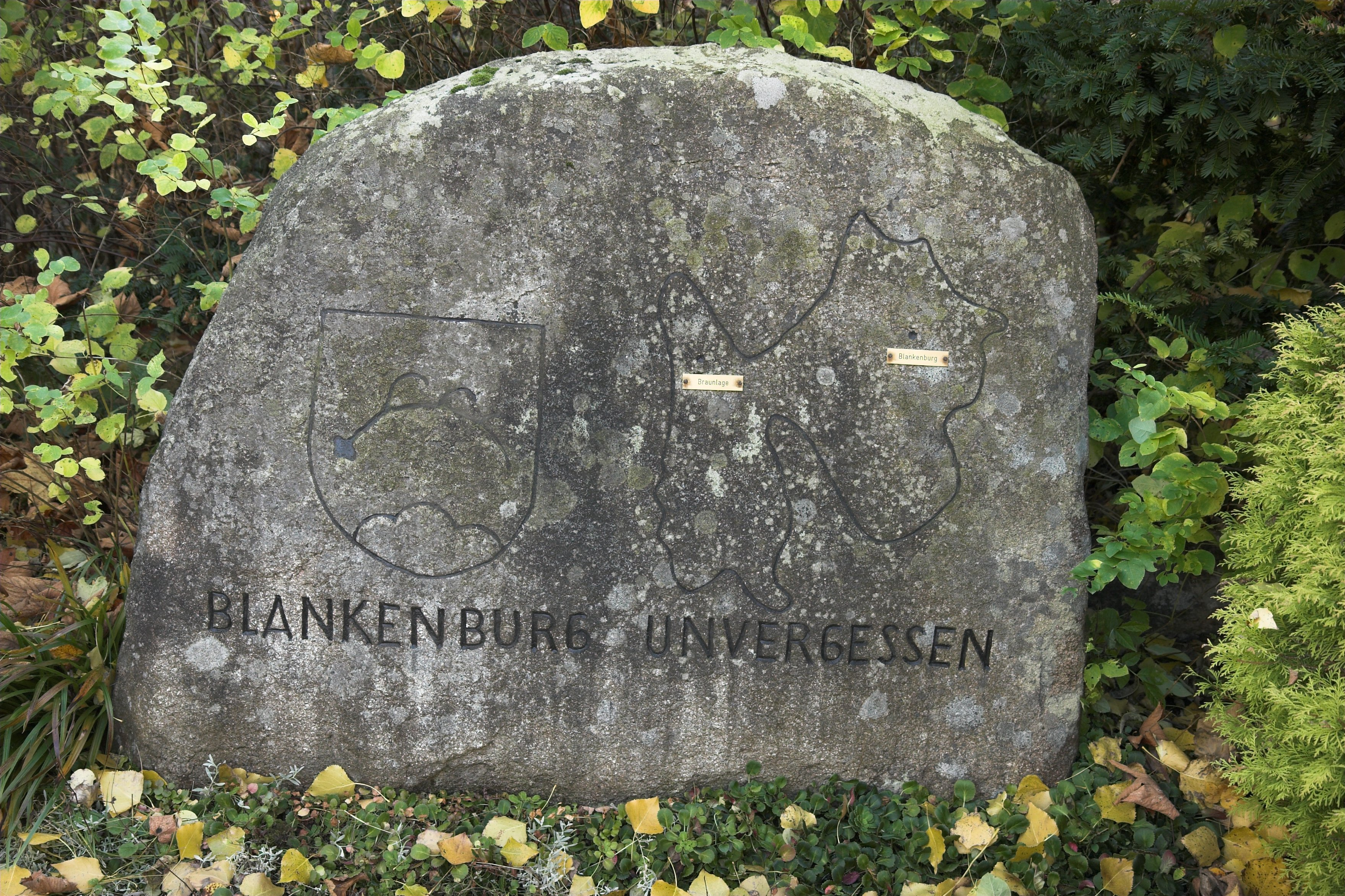
Denkmal für den ehemaligen Landkreis Blankenburg nahe dem Heimatmuseum in Braunlage

Bei der Einteilung Deutschlands in Besatzungszonen nach dem Zweiten Weltkrieg wurde das Land Braunschweig und damit auch der gesamte Landkreis Blankenburg gemäß dem Londoner Protokoll von 1944 zunächst der Britischen Besatzungszone zugeordnet. Da der größere Ostteil des Landkreises aber nur durch die damalige Reichsstraße 242 und die Schmalspurbahn Walkenried–Braunlage/Tanne mit dem Rest der Britischen Zone verbunden war, wurde im Juli 1945 die Grenzziehung korrigiert und der Landkreis an seiner schmalsten Stelle westlich von Sorge geteilt. 
Der kleinere Westteil des Landkreises verblieb in der Britischen Besatzungszone. Er gehörte dort als Landkreis Blankenburg bis zum November 1946 zum Freistaat Braunschweig und seitdem zum neugegründeten Land Niedersachsen. Braunlage wurde zur neuen Kreisstadt bestimmt, der Name des Landkreises wurde jedoch nicht geändert. In Niedersachsen gehörte der Landkreis Blankenburg zum Verwaltungsbezirk Braunschweig.
Der größere Ostteil des alten Landkreises Blankenburg mit der namensgebenden Kreisstadt Blankenburg fiel in die Sowjetische Besatzungszone und wurde dort in das neue Land Sachsen-Anhalt eingegliedert. Seit 1949 gehörte der Kreis zur DDR und bestand noch bis zur Kreisreform von 1950 fort.
Der niedersächsische Landkreis Blankenburg wurde am 1. Juli 1972 aufgelöst. Braunlage und Hohegeiß kamen zum Landkreis Goslar, während Neuhof, Walkenried, Wieda und Zorge zum Landkreis Osterode am Harz kamen. Gleichzeitig wurde Neuhof nach Bad Sachsa eingemeindet.

### Einwohnerentwicklung
| Jahr | Einwohner | Quelle |
| ---- | --------- | ------ |
| 1946 | 17.809    | [ 2 ]  |
| 1950 | 17.215    | [ 2 ]  |
| 1960 | 14.200    | [ 2 ]  |
| 1970 | 14.200    | [ 3 ]  |
| 1971 | 14.700    | [ 4 ]  |

## Politik

### Wappen
| | Blasonierung: „In Silber über grünem Dreiberg eine gebogene schwarze Hirschstange.“ |
| Wappenbegründung: Die Farben des ehemaligen Landkreises waren Grün - Weiß (Silber). Der Landkreis war der Rest des ehemaligen Landkreises Blankenburg am Harz, der 1885 gebildet und 1945 durch die innerdeutsche Grenze geteilt wurde. Die Hirschstange ist das Wappenbild der mittelalterlichen Landesherren dieses Gebietes, der Grafen von Regenstein-Blankenburg. Ihre verschiedenen Linien führten die Hirschstange teils rot, teils schwarz im silbernen Schild. Als die Grafen Ende des 16. Jahrhunderts ausstarben und die braunschweigischen Herzöge sie beerbten, nahmen diese die Hirschstangen sogleich in ihr vielfeldriges Wappen auf. Das Charakteristikum des Kreises, der geografischen Lage in der Harzregion, wird durch den Dreiberg hervorgehoben. Insgesamt ist das Wappen eine eingängige Versinnbildlichung der Vorzüge dieses schönen Erholungsgebietes, seines Reichtums an grüner Natur mit ihren Wäldern, an Wild und frischer Luft. Das Wappen wurde vom Heraldiker Karl Helbing aus Walkenried gestaltet und am 25. Juni 1956 durch das Ministerium des Innern verliehen. |                                                                                     |

### Flagge
Die Flagge war grün-weiß-grün (1:4:1) gestreift und mit dem Kreiswappen belegt.

## Kfz-Kennzeichen
Am 1. Juli 1956 wurde dem Landkreis bei der Einführung der bis heute gültigen Kfz-Kennzeichen das Unterscheidungszeichen BRL zugewiesen. Es leitet sich von der ehemaligen Kreisstadt Braunlage ab und wurde bis zum 11. Oktober 1972 ausgegeben. Seit dem 15. November 2012 ist es aufgrund der Kennzeichenliberalisierung im Landkreis Goslar erhältlich.